# Frontera entre Botsuana y Sudáfrica
La frontera entre Sudáfrica y Botsuana mide 1.840 kilómetros (1.140 millas) de longitud. Más del 90% de la frontera sigue el curso de ríos, incluyendo el Nossob, el Molopo, el Marico y el Limpopo.

## Geografía

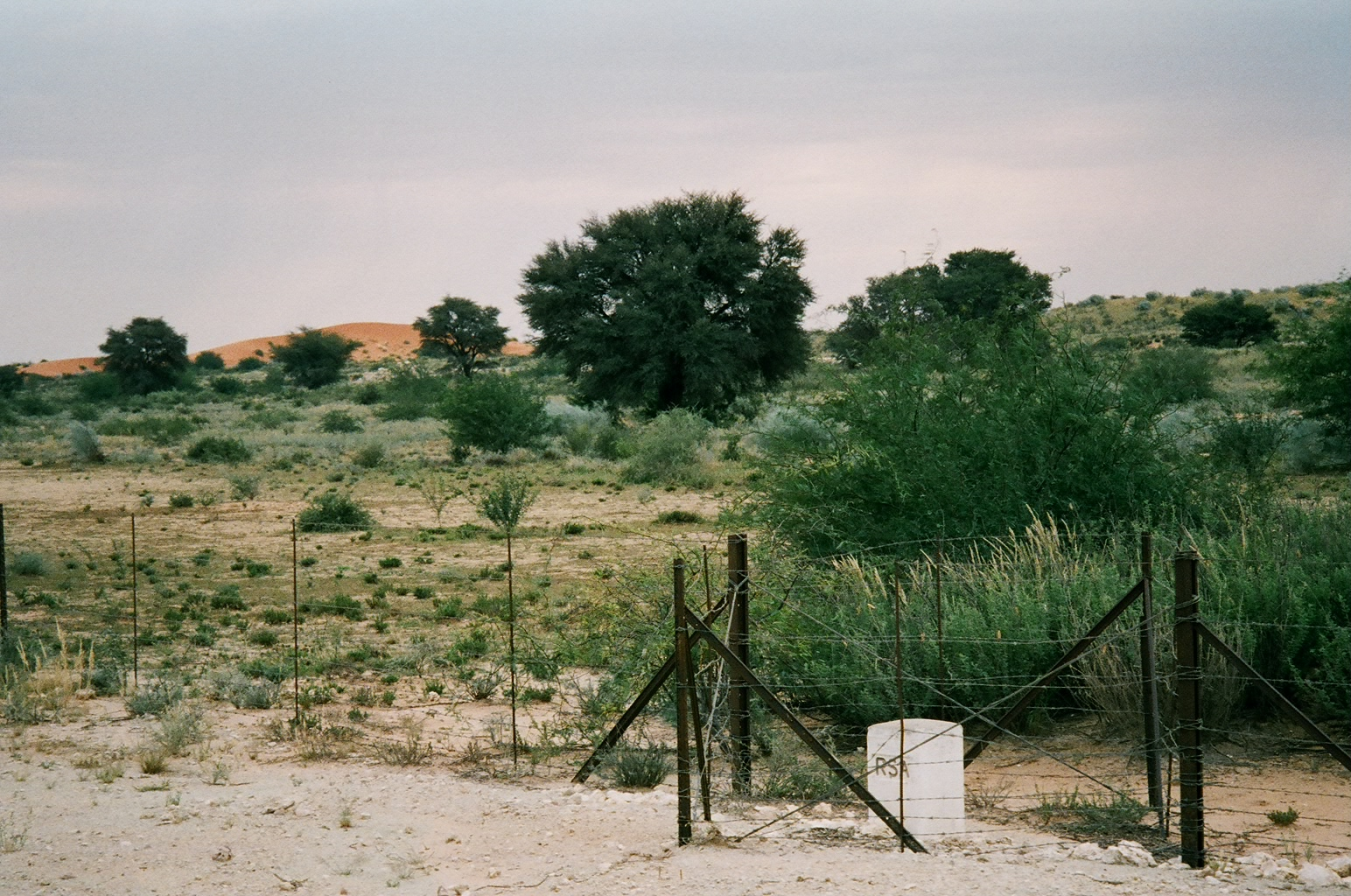
Valla fronteriza en el lecho seco del río Nossob.

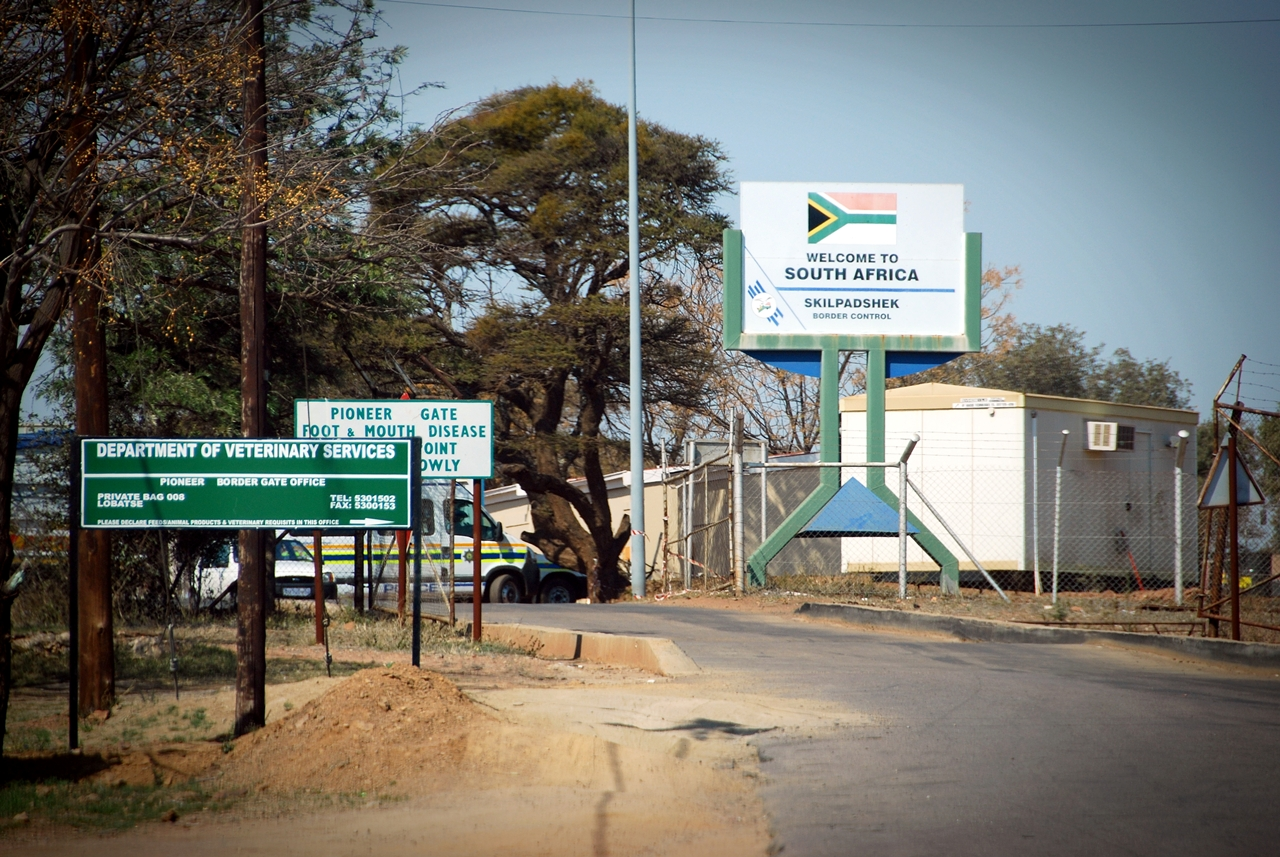
Skilpadshek/Pioneer Puesto de control fronterizo de la puerta

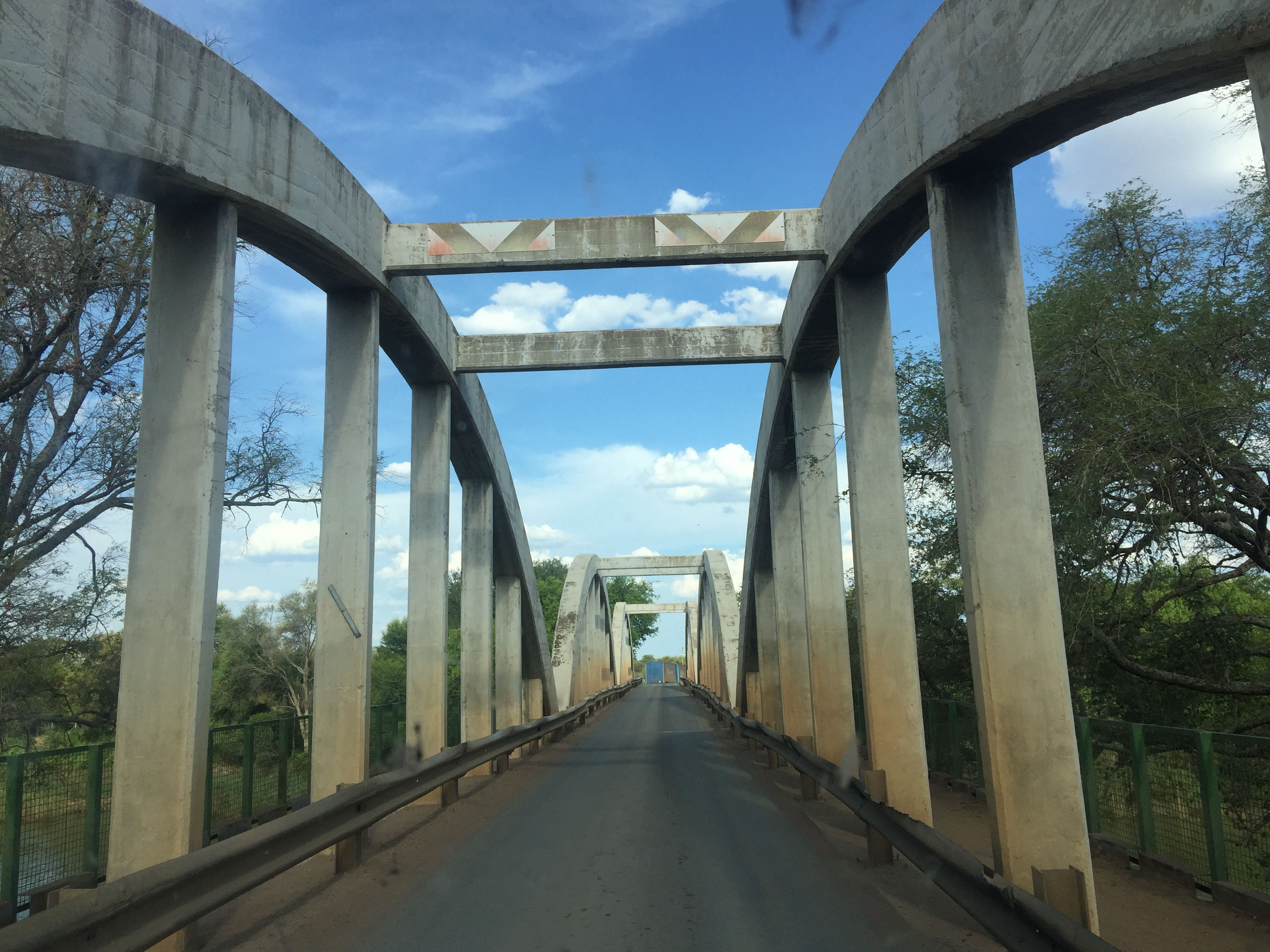
Cruce en Martin's Drift

El extremo occidental de la frontera se sitúa en el trifinio con Namibia, donde el río Nossob cruza el meridiano 20 este. Desde este punto la frontera se extiende de sur a este resiguiendo el río Nossob hasta su confluencia con el río Molopo; a partir de aquí, la frontera cruza el Parque transfronterizo de Kgalagadi. Desde esta confluencia la frontera se orienta generalmente hacia el este siguiendo el cauce del Molopo hasta el Ramatlabama Spruit, después sigue por el Spruit hasta llegar al pozo de Ramatlabama.
Desde Ramatlabama la frontera tuerce hacia el norte y se compone de líneas rectas que cruzan Matlhase, Sebataole, Schaapkuil y Pytlanganyane, llegando a Sengoma por el río Ngotwane. Tras esto, resigue el Ngotwane salvando Ramotswa por su desembocadura con el arroyo Metsemaswaane. 